# コリアカップ国際ヨットレース
コリアカップ国際ヨットレース（コリアカップこくさいヨットレース）は、大韓民国で、大韓ヨット協会主催で、文化体育観光省や国土海洋省など韓国政府の後援で、開催されているヨットレース。
2008年以来の第五回目に当たる2012年度は、東海岸沖で開催されており、期間は5月16日から5月24日まで。参加国は10カ国で、日本は含まれていない。2012年度は竹島付近もコースに含まれていることに対して日本政府は在ソウル日本大使館を通じ韓国政府に厳重抗議した。抗議したのは今回が初めてで、以前の大会は把握していない。